# Zakocie
Zakocie – wieś w Polsce położona w województwie mazowieckim, w powiecie przasnyskim, w gminie Przasnysz.
Sołectwo Zakocie obejmuje wsie Zakocie oraz  Karbówko i Wygodę.
W latach 1975–1998 miejscowość administracyjnie należała do województwa ostrołęckiego.
Około 1830 r. w tym miejscu nie było żadnej zabudowy. W 1883 r. pod nazwą Kot (gmina Chojnowo), osada o 7 domach, 80 mieszkańcach i 152 morgach ziemi. W 1930 r. nastąpiła zmiana nazwy z Kot na Zakocie, było wtedy 12 numerów. Obecnie zamieszkanych 9 posesji i 52 mieszkańców. W miejscowości jest świetlica wiejska. Przez Zakocie przebiega ścieżka rowerowa Przasnysz – Skierkowizna.
Wierni Kościoła rzymskokatolickiego należą do parafii św. Wojciecha w Przasnyszu.